# Intercontinental Cup basketbal 1969
De Intercontinental Cup (basketbal) in 1969 vond plaats in Macon, Georgia, USA. Van FIBA Europe speelde Real Madrid en TJ Spartak ZJŠ Brno mee. Van de Liga Sudamericana speelde EC Sírio mee en van de NABL speelde de Akron Goodyear Wingfoots mee.

## Wedstrijden
Eerste dag 24 januari 1969 kwalificatiewedstrijd
| EC Sírio | 73 - 68 | Macon State College |

Tweede dag 25 januari 1969 halve finales
| TJ Spartak ZJŠ Brno      | 84 – 77 | Real Madrid |
| Akron Goodyear Wingfoots | 68 – 57 | EC Sírio    |

Derde dag 26 januari 1969 3e - 4e plaats
| EC Sírio | 72 – 60 | Real Madrid |

Derde dag 26 januari 1969 finale
| Akron Goodyear Wingfoots | 84 – 71 | TJ Spartak ZJŠ Brno |

| Rank | Team                     | Record |
| ---- | ------------------------ | ------ |
| 1    | Akron Goodyear Wingfoots | 2-0    |
| 2    | TJ Spartak ZJŠ Brno      | 1-1    |
| 3    | EC Sírio                 | 1-1    |
| 4    | Real Madrid              | 0-2    |
| 5    | Macon State College      | 0-1    |